# 2006
2006 (MMVI) là một năm thường bắt đầu vào Chủ nhật của lịch Gregory, năm thứ 2006 của Công nguyên hay của Anno Domini, the năm thứ 6  của thiên niên kỷ 3 and the thế kỷ 21, và năm thứ  7   của thập niên 2000. 
Nó được chỉ định là:
- Năm Sa mạc và Sa mạc hóa quốc tế
- Năm Rembrandt, kỷ niệm sinh nhật thứ 400 của họa sĩ Hà Lan Rembrandt Harmenszoon van Rijn
- Năm Mozart, kỷ niệm sinh nhật thứ 250 của nhà soạn nhạc Áo Wolfgang Amadeus Mozart
- Năm Tesla, kỷ niệm sinh nhật thứ 150 của nhà kỹ thuật điện Nikola Tesla
- Năm Asperger quốc tế, kỷ niệm sinh nhật thứ 100 của bác sĩ Hans Asperger, người nhận ra Chứng Asperger
- Năm đi Du học (do nghị quyết của Thượng Nghị viện Hoa Kỳ)
- Năm Bảo Bình, người chở nước trong chiêm tinh phương Tây

## Sự kiện

### Tháng 1
- 2 – 12 tháng 1: Giải vô địch bóng đá bãi biển thế giới 2006 tổ chức tại Brasil, đội tuyển bóng đá bãi biển quốc gia Brasil lần đầu tiên giành chức vô địch.
- 20 tháng 1: Cúp bóng đá châu Phi 2006 diễn ra tại Ai Cập, đội tuyển bóng đá quốc gia Ai Cập lần thứ 5 giành chức vô địch.

### Tháng 2
- Ủy ban Hành động Hồi giáo (MAC) được thành lập.

### Tháng 3
- 10 tháng 3: Giải vô địch điền kinh trong nhà thế giới 2006 diễn ra tại Moskva (Nga).

### Tháng 4
- 2 tháng 4: Tổng thống Georgia Eduard Shevardnadze từ chức sau cuộc biểu tình và bạo động ở thủ đô Tbilisi.
- 6 tháng 4: Cuộc thi Hoa hậu Hoàn vũ 2006 diễn ra tại Los Angeles, Hoa Kỳ, và cuộc thi này đã đánh dấu chiến thắng của Zuleyka Rivera từ Puerto Rico.
- 14 tháng 4: Trạm không gian quốc tế ISS được gắn kết với tàu thám hiểm Discovery, đánh dấu sự kết nối giữa Mỹ và Nga trong vấn đề không gian
- 27 tháng 4: tòa án Liên bang Mỹ tại San Francisco quyết định rằng cấm hôn nhân đồng giới ở California vi phạm Hiến pháp Hoa Kỳ.
- 28 tháng 4: Google Dịch được ra mắt bởi chủ sở hữu Google.

### Tháng 5
- 2 tháng 5: Giải vô địch bóng đá trong nhà Đông Nam Á 2006 diễn ra tại Thái Lan, đội tuyển bóng đá trong nhà quốc gia Thái Lan lần thứ 3 giành chức vô địch
- 5 tháng 5: Ngôi nhà vui vẻ của chuột Mickey chính thức lên sóng.

### Tháng 6
- 9 tháng 6: Giải vô địch bóng đá thế giới 2006 diễn ra tại Đức, đội tuyển bóng đá quốc gia Ý lần thứ 4 giành chức vô địch
- 26 tháng 6: Nguyễn Phú Trọng được bầu làm Chủ tịch Quốc hội Việt Nam

### Tháng 7
- 11 tháng 7: Microsoft chính thức ngừng hỗ trợ mọi kĩ thuật cho các hệ điều hành Windows 98, Windows ME.[1]

### Tháng 8
- 17 tháng 8 – 3 tháng 9: Giải vô địch bóng đá nữ U-20 thế giới 2006 tổ chức tại Nga, đội tuyển bóng đá U-20 nữ quốc gia Cộng hòa Dân chủ Nhân dân Triều Tiên lần đầu tiên giành chức vô địch.

### Tháng 9
- 1 tháng 9: Roblox được ra mắt trong cộng đồng.
- Không rõ ngày: Riot Games chính thức thành lập.

### Tháng 11
- 4 tháng 11: Giải vô địch bi-a 9 bi thế giới 2006 diễn ra tại Manila, Philippines.
- 18 tháng 11 đến 20 tháng 11: Hội nghị lãnh đạo kinh tế APEC diễn ra tại Hà Nội.

### Tháng 12
- 1 tháng 12 – 15 tháng 12: Đại hội thể thao châu Á 2006 được tổ chức tại Doha, Qatar.
- 10 tháng 12 – 17 tháng 12: Giải vô địch bóng đá thế giới các câu lạc bộ 2006 được tổ chức tại Nhật Bản.
- 30 tháng 12: Tổng thống Iraq Saddam Hussein bị treo cổ tại Baghdad.

## Sinh

### Tháng 1
- 2 tháng 1: Claudio Echeverri, cầu thủ bóng đá người Argentina
- 27 tháng 1: Niana Guerrero, vũ công, ca sĩ và YouTuber người Philippines

### Tháng 3
- 8 tháng 3: Warren Zaïre-Emery, cầu thủ bóng đá người Pháp
- 10 tháng 3: Hồ Thanh Ân, vận động viên Taekwondo người Việt Nam
- 10 tháng 3: Robert Biden II, cháu trai của Tổng thống Mỹ Joe Biden
- 20 tháng 3: Barron Trump, con trai của Tổng thống Mỹ Donald Trump

### Tháng 4
- 27 tháng 4: Ruby Bảo An (Nguyễn Ngọc Bảo An), nữ ca sĩ người Việt Nam

### Tháng 5
- 15 tháng 5: Haerin, ca sĩ người Hàn Quốc, thành viên nhóm nhạc NewJeans

### Tháng 6
- 3 tháng 6: Leonore Marie Irene Enrica, Nữ bá tước xứ Oranje-Nassau
- 18 tháng 6: Nữ bá tước Zaria của Orange - Nassau
- 25 tháng 6: Mckenna Grace, nữ diễn viên nhí người Mỹ
- 30 tháng 6: Trịnh Nhật Minh, ca sĩ người Việt Nam, quán quân Giọng hát Việt nhí 2016

### Tháng 7
- 21 tháng 7: Endrick, cầu thủ bóng đá người Brasil

### Tháng 9
- 6 tháng 9: Hoàng tử Hisahito, đứng thứ 3 trong danh sách kế vị ngai vàng Nhật Bản

### Tháng 10
- 20 tháng 10: Nguyễn Minh Triết, vận động viên thể dục dụng cụ người Việt Nam (mất 2024)[2]

### Tháng 11
- 16 tháng 11: Trần Danh Quang Huy, YouTuber, vũ công người Việt Nam

## Mất

### Tháng 1
- 1 tháng 1 – Harry Magdoff, nhà kinh tế học Mỹ (sinh 1913)
- 4 tháng 1 – Irving Layton, thi sĩ Canada, tác giả (sinh 1912)
- 4 tháng 1 – Jacques Charby, diễn viên Pháp (sinh 1920)
- 5 tháng 1 – Lord Merlyn Rees, chính trị gia Anh (sinh 1920)
- 7 tháng 1 – Gabor Zavadszky, cầu thủ bóng đá Hungary (sinh 1974)
- 7 tháng 1 – Urano Teixeira da Matta Bacellar, tướng Brasil (sinh 1948)
- 8 tháng 1 – Tony Banks, chính trị gia Anh (sinh 1943)
- 8 tháng 1 – Manfred Bofinger, nghệ sĩ tạo hình Đức, họa sĩ biếm họa (sinh 1941)
- 8 tháng 1 – Elson Becerra, cầu thủ bóng đá (sinh 1978)
- 9 tháng 1 – Andy Caldecott, người đua mô tô Úc (sinh 1964)
- 9 tháng 1 – Mimmo Rotella, nghệ nhân Ý (sinh 1918)
- 11 tháng 1 – Eric Namesnik, vận động viên bơi lội Mỹ (sinh 1970)
- 12 tháng 1 – Brendan Cauldwell, diễn viên Ireland (sinh 1922)
- 12 tháng 1 – Günther Landgraf, nhà vật lý học Đức (sinh 1928)
- 12 tháng 1 – Udo Thomer, diễn viên Đức (sinh 1945)
- 12 tháng 1 – Meinrad Schütter, nhà soạn nhạc Thụy Sĩ (sinh 1910)
- 14 tháng 1 – Shelley Winters, nữ diễn viên Mỹ, Giải Oscar (sinh 1920)
- 14 tháng 1 – Jacques Faizant, họa sĩ biếm họa Pháp (sinh 1918)
- 14 tháng 1 – Henri Colpi, đạo diễn Thụy Sĩ (sinh 1921)
- 14 tháng 1 – Rolf von der Laage, nhà báo Đức (sinh 1932)
- 18 tháng 1 – Jan Twardowski, nhà thơ trữ tình Ba Lan (sinh 1915)
- 19 tháng 1 – Franz Seitz, đạo diễn phim Đức, nhà sản xuất, tác giả kịch bản (sinh 1921)
- 19 tháng 1 – Wilson Pickett, ca sĩ nhạc soul Mỹ (sinh 1941)
- 20 tháng 1 – Pio Taofinu'u, Hồng y Giáo chủ (sinh 1923)
- 20 tháng 1 – Anthony Franciosa, diễn viên Mỹ (sinh 1928)
- 21 tháng 1 – Ibrahim Rugova, tổng thống của Kosovo (sinh 1944)
- 21 tháng 1 – Karlheinz Liefers, đạo diễn phim Đức (sinh 1941)
- 22 tháng 1 – Gerhard Funke, triết gia Đức (sinh 1914)
- 22 tháng 1 – Thomas Christian David, nhà soạn nhạc Áo (sinh 1925)
- 23 tháng 1 – Josef-Severin Ahlmann, nhà phát minh Đức, doanh nhân (sinh 1924)
- 24 tháng 1 – Chris Penn, diễn viên Mỹ (sinh 1965)
- 24 tháng 1 – Nicholas Shackleton, nhà khoa học Anh (sinh 1937)
- 27 tháng 1 – Johannes Rau, chính trị gia Đức, tổng thống Cộng hòa Liên bang Đức 1999–2004 (sinh 1931)
- 29 tháng 1 – Nam June Paik, nghệ nhân Hàn Quốc (sinh 1932)
- 30 tháng 1 – Wendy Wasserstein, nữ soạn kịch Mỹ (sinh 1950)
- 30 tháng 1 – Feng Xiliang, nhà báo Trung Hoa (sinh 1920)
- 30 tháng 1 – Otto Lang, nhà sản xuất phim Mỹ (sinh 1908)
- 31 tháng 1 – Moira Shearer, nữ diễn viên Anh, nữ nghệ sĩ múa (sinh 1926)

### Tháng 2
- 1 tháng 2 – Jean-Philippe Maitre, chính trị gia Thụy Sĩ (sinh 1949)
- 1 tháng 2 – Otto Wiesner, nhà văn Đức (sinh 1910)
- 3 tháng 2 – Romano Mussolini, nhạc sĩ jazz Ý, họa sĩ (sinh 1927)
- 3 tháng 2 – Tilo Medek, nhà soạn nhạc Đức (sinh 1940)
- 3 tháng 2 – Reinhart Koselleck, nhà sử học Đức (sinh 1923)
- 3 tháng 2 – Al Lewis, diễn viên Mỹ (sinh 1910)
- 4 tháng 2 – Marquard Bohm, diễn viên Đức (sinh 1941)
- 4 tháng 2 – Betty Friedan, nhà văn nữ Mỹ (sinh 1921)
- 4 tháng 2 – Ulrich Klöti, nhà chính trị học Thụy Sĩ (sinh 1943)
- 4 tháng 2 – Hellmut Kalbitzer, chính trị gia Đức (sinh 1913)
- 6 tháng 2 – Karin Struck, nhà văn nữ Đức (sinh 1947)
- 8 tháng 2 – Akira Ifukube, nhạc sĩ Nhật Bản (sinh 1914)
- 8 tháng 2 – Larry Black, vận động viên điền kinh Mỹ (sinh 1951)
- 9 tháng 2 – Freddie Laker, doanh nhân Anh (sinh 1922)
- 9 tháng 2 – Ron Greenwood, huấn luyện viên bóng đá Anh (sinh 1921)
- 9 tháng 2 – Ibolya Csák, nữ vận động viên điền kinh Hungary (sinh 1915)
- 10 tháng 2 – Phil Brown, diễn viên Mỹ (sinh 1916)
- 10 tháng 2 – Dionis Bubani, nhà văn Albania (sinh 1926)
- 11 tháng 2 – Ken Fletcher, vận động viên quần vợt Úc (sinh 1940)
- 11 tháng 2 – Peter Benchley, tác giả Mỹ (sinh 1940)
- 12 tháng 2 – Otto Paetz, họa sĩ Đức, nghệ sĩ tạo hình (sinh 1914)
- 12 tháng 2 – Rudi Geil, chính trị gia Đức (sinh 1937)
- 12 tháng 2 – Wolfgang Mittmann, tác giả Đức (sinh 1939)
- 13 tháng 2 – Charles Ortega, họa sĩ Pháp (sinh 1925)
- 13 tháng 2 – Andreas Katsulas, diễn viên Mỹ (sinh 1946)
- 15 tháng 2 – Andrei Petrow, nhà soạn nhạc Nga (sinh 1930)
- 17 tháng 2 – Jorge Pinto Mendonça, cầu thủ bóng đá Brasil (sinh 1954)
- 17 tháng 2 – William Cowsill, nam ca sĩ Mỹ (sinh 1948)
- 18 tháng 2 – Richard Bright, diễn viên Mỹ (sinh 1937)
- 18 tháng 2 – Hans Heinz Hahnl, nhà văn Áo (sinh 1923)
- 19 tháng 2 – Otto Kery, đạo diễn phim Áo, diễn viên (sinh 1923)
- 20 tháng 2 – Luca Coscioni, chính trị gia Ý (sinh 1967)
- 21 tháng 2 – Paul Casimir Marcinkus, tổng giám mục Mỹ (sinh 1922)
- 21 tháng 2 – Gennadi Ajgi, nhà văn Nga (sinh 1934)
- 22 tháng 2 – Angelica Adelstein-Rozeanu, nữ vận động viên thể thao Romania (sinh 1921)
- 22 tháng 2 – Hilde Domin, nhà văn nữ Đức (sinh 1909)
- 23 tháng 2 – Telmo Zarraonandia, (Zarra), cầu thủ bóng đá Tây Ban Nha (sinh 1921)
- 23 tháng 2 – Frederick Busch, nhà văn Mỹ (sinh 1941)
- 23 tháng 2 – Benno Besson, diễn viên Thụy Sĩ, đạo diễn phim (sinh 1922)
- 24 tháng 2 – Don Knotts, diễn viên Mỹ (sinh 1924)
- 25 tháng 2 – Darren McGavin, diễn viên Mỹ (sinh 1922)
- 25 tháng 2 – Robert Royston Amos Coombs, nhà nghiên cứu miễn dịch Anh (sinh 1921)
- 27 tháng 2 – Octavia E. Butler, nhà văn nữ Mỹ (sinh 1947)
- 27 tháng 2 – Ferenc Bene, cầu thủ bóng đá Hungary (sinh 1944)
- 28 tháng 2 – Arno Wallaard, tay đua xe đạp Hà Lan (sinh 1979)
- 28 tháng 2 – Owen Chamberlain, nhà vật lý học Mỹ (sinh 1920)

### Tháng 3
- 1 tháng 3 – Jack Wild, diễn viên Anh (sinh 1952)
- 1 tháng 3 – Peter Osgood, cầu thủ bóng đá Anh (sinh 1947)
- 2 tháng 3 – Leopold Gratz, chính trị gia Áo (sinh 1929)
- 6 tháng 3 – Dana Reeve, nữ diễn viên Mỹ (sinh 1961)
- 10 tháng 3 – Anna Moffo, nữ ca sĩ opera Mỹ (sinh 1932)
- 11 tháng 3 – Slobodan Milošević, chính trị gia (sinh 1941)
- 14 tháng 3 – Eugen Oker, nhà văn Đức (sinh 1919)
- 17 tháng 3 – Ray Meyer, huấn luyện viên bóng rổ Mỹ (sinh 1913)
- 18 tháng 3 - Dan Gibson, nhiếp ảnh gia, nhà điện ảnh và nhà ghi âm Canada (sinh 1922)
- 21 tháng 3 – Bernard Lacoste, nhà thiết kế y phục thời trang Pháp (sinh 1931)
- 25 tháng 3 – Tom Toelle, đạo diễn phim Đức (sinh 1931)
- 27 tháng 3 – Paul Dana, đua xe Mỹ (sinh 1975)
- 27 tháng 3 – Stanisław Lem, nhà văn khoa học giả tưởng Ba Lan (sinh 1921)
- 28 tháng 3 – Wilfried Baasner, diễn viên Đức (sinh 1940)

### Tháng 4
- 12 tháng 4 – William Sloane Coffin, nhà thần học Mỹ (sinh 1924)
- 12 tháng 4 – Christiane Maybach, nữ diễn viên Đức (sinh 1932)
- 15 tháng 4 – Schnuckenack Reinhardt, nhà soạn nhạc (sinh 1921)
- 20 tháng 4 – Albert Scott Crossfield, phi công lái máy bay thử nghiệm Mỹ (sinh 1921)
- 20 tháng 4 – Maurice de Gandillac, triết gia Pháp (sinh 1906)
- 20 tháng 4 – Wolfgang Unzicker, người đánh cờ Đức (sinh 1925)
- 27 tháng 4 – Branko Sbutega, linh mục Công giáo (sinh 1952)
- 29 tháng 4 – John Kenneth Galbraith, nhà kinh tế học, tác giả, nhà ngoại giao (sinh 1908)
- 30 tháng 4 – Corinne Rey-Bellet, nữ vận động viên chạy ski Thụy Sĩ (sinh 1972)
- 25 tháng 4 – Ho Viet Trung, triết gia Viet Nam (sinh 1985)

### Tháng 5
- 3 tháng 5 – Karel Appel, họa sĩ Hà Lan (sinh 1921)
- 3 tháng 5 – Wolfgang Schwenke, nhà động vật học Đức, nhà lâm học (sinh 1921)
- 5 tháng 5 – Franz-Josef Steffens, diễn viên Đức (sinh 1924)
- 14 tháng 5 – Stanley Kunitz, nhà thơ trữ tình Mỹ (sinh 1905)
- 14 tháng 5 – Günther Nenning, nhà báo Áo, tác giả (sinh 1921)
- 15 tháng 5 – Eberhard Esche, diễn viên Đức (sinh 1933)
- 15 tháng 5 – Klaus Dahlen, diễn viên Đức (sinh 1938)
- 17 tháng 5 – Eva-Maria Bauer, nữ diễn viên Đức (sinh 1923)
- 22 tháng 5 – Balduin Baas, diễn viên Đức (sinh 1922)
- 22 tháng 5 - Lee Jong-wook, người Hàn Quốc, Tổng giám đốc Tổ chức Y tế thế giới (sinh năm 1945)
- 23 tháng 5 – Kazimierz Górski, cầu thủ bóng đá Ba Lan, huấn luyện viên (sinh 1921)
- 25 tháng 5 – Otto Matthäus Zykan, nhà soạn nhạc Áo (sinh 1935)

### Tháng 6
- 8 tháng 6 – Mykola Kolessa, nhà soạn nhạc, người điều khiển dàn nhạc (sinh 1903)
- 9 tháng 6 – Drafi Deutscher, nhà sản xuất, nhà soạn nhạc Đức (sinh 1946)
- 10 tháng 6 – Hubertus Czernin, nhà báo Áo, nhà xuất bản (sinh 1956)
- 12 tháng 6 – György Ligeti, nhà soạn nhạc (sinh 1923)
- 13 tháng 6 - Charles Haughey, Thủ tướng Ireland (sinh 1925)
- 14 tháng 6 – Jean Roba, họa sĩ vẽ tranh cho truyện comic Bỉ (sinh 1930)
- 18 tháng 6 – Markus Zimmer, nhạc sĩ Đức, nam ca sĩ (sinh 1964)
- 30 tháng 6 – Robert Gernhardt, họa sĩ Đức, nhà thơ trữ tình (sinh 1937)

### Tháng 7
- 1 tháng 7 –
  - Chu Huy Mân, Chủ nhiệm Tổng cục Chính trị Quân đội Nhân dân Việt Nam (sinh 1913)
  - Hashimoto Ryūtarō, Thủ tướng thứ 53 của Nhật Bản (sinh 1937)
- 7 tháng 7 – Syd Barrett, nhạc sĩ nhạc pop Anh (Pink Floyd)(sinh 1946)
- 8 tháng 7 – June Allyson, nữ diễn viên Mỹ (sinh 1917)
- 10 tháng 7 - Shamil Basayev, thủ lĩnh quân chống đối chính phủ Chechnya (sinh 1965)
- 10 tháng 7 – Fred Wander, nhà văn Áo (sinh 1917)
- 17 tháng 7 – Elfriede Kuzmany, nữ diễn viên Áo (sinh 1915)
- 20 tháng 7 – Charles Bettelheim, nhà kinh tế học Pháp (sinh 1913)
- 20 tháng 7 – Philipp von Bismarck, chính trị gia Đức
- 21 tháng 7 - Ta Mok, thủ lĩnh quân đội Khơme Đỏ (sinh năm 1926)
- 21 tháng 7 – Makoto Iwamatsu, diễn viên Nhật Bản (sinh 1933)
- 25 tháng 7 – Karin Hübner, nữ diễn viên Đức (sinh 1936)
- 26 tháng 7 – Vojtech Zamarovský, nhà sử học Slovakia, nhà văn, dịch giả (sinh 1919)
- 27 tháng 7 – Elisabeth Volkmann, nữ diễn viên Đức (sinh 1936)
- 28 tháng 7 – Rut Brandt, vợ thứ nhì của thủ tướng Đức Willy Brandt (sinh 1920)

### Tháng 8
- 2 tháng 8 – Holger Börner, chính trị gia Đức, thủ tướng bang Hessen (sinh 1931)
- 3 tháng 8 – Arthur Lee, nam ca sĩ của ban nhạc rock Love (sinh 1945)
- 5 tháng 8 – Daniel Schmid, đạo diễn phim Thụy Sĩ (sinh 1941)
- 5 tháng 8 – Hugo Schiltz, chính trị gia Bỉ (sinh 1927)
- 9 tháng 8 – James van Allen, nhà vật lý học Mỹ (sinh 1914)
- 9 tháng 8 – Jenny Gröllmann, nữ diễn viên Đức (sinh 1947)
- 10 tháng 8 – Yasuo Takei, doanh nhân Nhật Bản (sinh 1930)
- 10 tháng 8 – Irving São Paulo, diễn viên Brasil (sinh 1964)
- 13 tháng 8 – Payao Poontarat, võ sĩ quyền Anh người Thái Lan (sinh 1957)
- 14 tháng 8 – Bruno Kirby, diễn viên Mỹ (sinh 1949)
- 14 tháng 8 – John Jahr junior, nhà xuất bản Đức (sinh 1933)
- 16 tháng 8 – Alfredo Stroessner, tổng thống của Paraguay (sinh 1912)
- 21 tháng 8 – Klaus Höhne, diễn viên Đức (sinh 1927)
- 24 tháng 8 – Herbert Hupka, nhà báo Đức, chính trị gia (sinh 1915)
- 24 tháng 8 – John Weinzweig, nhà soạn nhạc Canada (sinh 1913)
- 26 tháng 8 – Rainer Barzel, chính trị gia Đức (sinh 1924)
- 30 tháng 8 – Glenn Ford, diễn viên Mỹ (sinh 1916)

### Tháng 9
- 2 tháng 9 – Bob Mathias, vận động viên điền kinh Mỹ, huy chương Thế Vận Hội (sinh 1930)
- 3 tháng 9 – Annemarie Wendl, nữ diễn viên Đức (sinh 1914)
- 4 tháng 9 – Giacinto Facchetti, cầu thủ bóng đá Ý (sinh 1942)
- 4 tháng 9 – Steve Irwin ("Kẻ săn cá sấu"), nhà nghiên cứu tự nhiên người Úc (sinh 1962)
- 9 tháng 9 - Matt Gadsby, cầu thủ bóng đá Anh (sinh 1979)
- 9 tháng 10 - Paul Hunter, vận động viên snooker người Anh (sinh năm 1978)
- 11 tháng 9 – Joachim C. Fest, nhà sử học Đức, nhà báo, tác giả (sinh 1926)
- 12 tháng 9 – Leo Navratil, bác sĩ tâm thần Áo (sinh 1921)
- 17 tháng 9 – Patricia Kennedy-Lawford, chị em của John F. Kennedy (sinh 1924)
- 20 tháng 9 – Don Walser, nhạc sĩ country Mỹ (sinh 1934)
- 27 tháng 9 – Bruni Löbel, nữ diễn viên Đức (sinh 1920)

### Tháng 10
- 4 tháng 10 – Oskar Pastior, nhà văn (sinh 1927)
- 5 tháng 10 – Friedrich Karl Flick, tỉ phú Đức (sinh 1927)
- 7 tháng 10 – Anna Politkovskaya, nữ nhà báo Nga (sinh 1958)
- 9 tháng 10 – Klaus Renft, nhạc sĩ Đức (sinh 1942)
- 15 tháng 10 – Eddy Blay, võ sĩ quyền Anh (sinh 1942)
- 20 tháng 10 – Maxi Herber, nữ vận động viên trượt băng nghệ thuật Đức (sinh 1920)
- 26 tháng 10 – Pontus Hultén, sử gia về nghệ thuật Thụy Điển, triết gia, giáo sư đại học (sinh 1924)
- 27 tháng 10 – Ghulam Ishaq Khan, cựu tổng thống của Pakistan (sinh 1915)
- 28 tháng 10 – Arnold Jacob Auerbach, huấn luyện viên bóng rổ Mỹ (sinh 1917)
- 31 tháng 10 – Pieter Willem Botha, tổng thống của Cộng hòa Cộng hòa Nam Phi từ 1984 đến 1989 (sinh 1916)

### Tháng 11
- 3 tháng 11 - Paul Mauriat, nhạc sĩ người Pháp (sinh năm 1925)
- 5 tháng 11 – Bülent Ecevit, chính trị gia Thổ Nhĩ Kỳ (sinh 1925)
- 6 tháng 11 – Francisco Fernández Ochoa, cựu vận động viên chạy ski Tây Ban Nha (sinh 1950)
- 7 tháng 11 – Jean-Jacques Servan-Schreiber, nhà báo Pháp, nhà văn tiểu luận, chính trị gia (sinh 1924)
- 8 tháng 11 – Annette Rogers, nữ vận động viên điền kinh Mỹ, người đoạt huy chương Thế Vận Hội (sinh 1913)
- 10 tháng 11 – Hans-Peter Minetti diễn viên Đức (sinh 1926)
- 10 tháng 11 – Willy Knupp, nhà báo về thể thao (sinh 1936)
- 17 tháng 11 - Ferenc Puskás, cầu thủ bóng đá người Hungary (sinh năm 1927)
- 19 tháng 11 – Francis Girod, nhà sản xuất Pháp, tác giả kịch bản, diễn viên (sinh 1944)
- 19 tháng 11 – Horst Michael Neutze, diễn viên Đức (sinh 1923)
- 20 tháng 11 – Robert Altman, đạo diễn phim Mỹ, nhà sản xuất phim (sinh 1925)
- 21 tháng 11 – Pierre Amine Gemayel, chính trị gia (sinh 1972)
- 23 tháng 11 – Philippe Noiret, diễn viên Pháp (sinh 1930)
- 28 tháng 11 – Max Merkel, cầu thủ bóng đá đội tuyển quốc gia Đức, huấn luyện viên bóng đá (sinh 1918)
- 29 tháng 11 – Allen Carr, nhà văn Anh (sinh 1934)
- 29 tháng 11 – Leon Niemczyk, diễn viên Ba Lan (sinh 1923)
- 30 tháng 11 – Shirley Walker, nhà soạn nhạc Mỹ, nghệ sĩ dương cầm, nhà sản xuất (sinh 1945)

### Tháng 12
- 1 tháng 12 – Claude Jade, nữ diễn viên Pháp (sinh 1948)
- 2 tháng 12 – Mariska Veres, nữ ca sĩ Hà Lan (sinh 1947)
- 2 tháng 12 – Kurt Wasserfallen, chính trị gia Thụy Sĩ (sinh 1947)
- 4 tháng 12 – Wolfram Kistner, mục sư Nam Phi, nhà thần học (sinh 1923)
- 4 tháng 12 – Lenard "Len" Sutton, đua xe Mỹ (sinh 1925)
- 5 tháng 12 – Peter Blake, kiến trúc sư Mỹ, tác giả (sinh 1920)
- 6 tháng 12 – Gernot Jurtin, cầu thủ bóng đá Áo (sinh 1955)
- 7 tháng 12 – Jeane Kirkpatrick, nhà nữ chính trị học Mỹ (sinh 1926)
- 8 tháng 12 – Heinrich Riethmüller, nhạc sĩ Đức, nhà soạn nhạc (sinh 1921)
- 10 tháng 12 – Augusto Pinochet (sinh 1915)
- 10 tháng 12 – Wigand của Salmuth, doanh nhân Đức (sinh 1931)
- 11 tháng 12 – Nguyễn Văn Đạo, nhà cơ học hàng đầu Việt Nam (sinh 1937)
- 12 tháng 12 – Peter Boyle, diễn viên Mỹ (sinh 1935)
- 12 tháng 12 – Oscar Klein, nhạc sĩ nhạc jazz Áo (sinh 1930), khánh thành cầu Thị Nại ở Quy Nhơn
- 12 tháng 12 – Cor van của Hart, cầu thủ bóng đá Hà Lan, huấn luyện viên (sinh 1928)
- 13 tháng 12 – Peter Dienel, nhà thần học Đức (sinh 1923)
- 13 tháng 12 – Loyola de Palacio, nữ chính trị gia Tây Ban Nha (sinh 1950)
- 13 tháng 12 – Robert Long, nhà soạn nhạc Hà Lan (sinh 1943)
- 14 tháng 12 – Gerhard Heintze, nhà thần học Đức (sinh 1912)
- 14 tháng 12 – Sivuca, nhạc sĩ jazz Brasil (sinh 1930)
- 17 tháng 12 – Albert Hetterle, diễn viên Đức, đạo diễn phim (sinh 1918)
- 18 tháng 12 – Joseph Barbera, nhà làm phim hoạt hình người Mỹ (sinh năm 1911)
- 18 tháng 12 – Ruth Bernhard, nữ nhiếp ảnh gia (sinh 1905)
- 21 tháng 12 – Sydney Wooderson, vận động viên điền kinh Anh (sinh 1914)
- 25 tháng 12 – James Brown, nam ca sĩ Mỹ (sinh 1933)
- 26 tháng 12 – Gerald R Ford, tổng thống thứ 38 của Hợp chúng quốc Hoa Kỳ (sinh 1913).
- 26 tháng 12 – Chris Brown, cầu thủ bóng chày Mỹ (sinh 1961)
- 26 tháng 12 – John Heath-Stubbs, thi sĩ Anh, dịch giả (sinh 1918)
- 30 tháng 12 – Saddam Hussein, tổng thống Iraq (sinh 1937)
- 31 tháng 12 – Liese Prokop, nữ vận động viên thể thao Áo, nữ bộ trưởng (sinh 1941)

## Giải Nobel
- Hóa học - Roger D. Kornberg
- Hòa bình - Muhammad Yunus và Ngân hàng Grameen
- Kinh tế - Edmund Phelps
- Văn học - Orhan Pamuk
- Vật lý - John C. Mather, George F. Smoot
- Y học - Andrew Z. Fire, Craig C. Mello